# Jacquou, người nông dân nổi dậy (phim truyền hình)
Jacquou, người nông dân nổi dậy là bộ phim truyền hình của Pháp, gồm 6 tập được khởi quay vào năm 1967, và công chiếu vào năm 1969, do Stellio Lorenzi đạo diễn. Phim dựa trên tiểu thuyết cùng tên của nhà văn cánh tả Eugène Le Roy. Ngoại cảnh phim tại các vùng nêu trong tiểu thuyết và vùng xung quanh, bao gồm các công xã thuộc vùng Dordogne/Périgord (Rouffignac-Saint-Cernin-de-Reilhac, Bars, Fanlac), và Périgueux là thủ phủ vùng Dordogne.
Trong thời gian quay bộ phim này, nổ ra một cuộc tổng đình công lớn vào tháng 5 năm 1968, và sau sự sụp đổ của chế độ De Gaull năm 1969, phim đã được công chiếu và gây tiếng vang rất lớn. Tuy nhiên phim bị cấm dưới thời của tổng thống Valéry Giscard d'Estaing cánh hữu, nhưng được ứng cử viên tổng thống cánh tả François Mitterrand ủng hộ và được công chiếu trở lại sau khi ông trúng cử. Do hay được xem là nhằm công kích chủ nghĩa tư bản (dù bối cảnh của nó là cuộc đấu tranh của nông dân với quý tộc địa chủ) nên hầu như không được chiếu trong thế giới tư bản ngoài nước Pháp trong thời gian chiến tranh lạnh.

## Diễn viên
- Eric Damain: Jacquou Féral còn trẻ (tập 1 đến 4)
- Daniel Le Roy: Jacquou trưởng thành (tập 4 đến 6), lồng tiếng 3 tập đầu
- Claude Cerval: Bá tước de Nansac (tập 1 đến 6)
- Simone Rieutor: Marie Féral (tập 1 đến 3)
- Fred Ulysse: Martin Féral (tập 1 đến 3)
- Elisabeth Wiener: Galiote de Nansac (tập 4 đến 6)
- Paloma Matta: Lina (tập 4 đến 6)
- Isabelle Ferrand: Bertille (tập 4 đến 6)
- Francis Claude: Hiệp sĩ Galibert (tập 4 đến 6)
- Henri Nassiet: Linh mục Bonal (tập 4, 5)
- Noël Roquevert: La Ramée (tập 4, 5)
- François Vibert: Cassius (tập 4 đến 6)
- Héléna Bossis: La Mathive (tập 2 đến 6)
- Robert Bazil: Jean (tập 1, 2, 5, 6)
- Lucien Barjon: Geral (tập 2 đến 6)
- Luce Fabiole: Fantille (tập 4 đến 6)
- Denis Manuel: Trạng sư Fontgrave (tập 2, 3, 6)
- Yvon Sarray: Don Engelbert (tập 1, 4, 5, 6)
- Fred Personne: Linh mục Villar (tập 5, 6)
- Étienne Several: Guilhem (tập 3, 4, 5, 6)
- Charles Moulin: Laborie (tập 1)
- Jacques Danoville: Mascret (tập 1 đến 6)
- Edmond Ardisson: Antoine (tập 1 đến 6)
- Lucien Hubert: chánh án (tập 3, 6)
- Charles Blavette: Jansou (tập 1, 2)
- Douchka: Jeannette Mion (tập 1 đến 3)
- Maurice Bourbon: Pierre Mion (tập 1, 2)
- Jeanne Hardeyn: La Mion (tập 1, 2)
- Roger Desmares: Marc (tập 1, 5, 6)
- Gilles Léger: Joseph (tập 1, 2, 3, 6)
- Maria Verdi: Madeleine (tập 4, 6)
- Pascal Tersou: Le Garde (tập 1, 3, 4, 6)
- Séverine: Hermine (tập 4, 5, 6)
- Pierre Nunzi: con trai Nansac (tập 4, 5, 6)
- Vanina Wanitzki: Lina còn trẻ (tập 2, 3)
- Hervé Sand: cảnh sát trưởng (tập 1, 2, 3, 6)
- Raymond Pélissier: chưởng lý (tập 2, 3, 6)
- Léonce Corne: linh mục xứ Bars (tập 3)
- Marcel Dedieu: cảnh sát (tập 1, 2, 6)
- Martin Trévières: thư ký (tập 1)
- Gérard Dournel: quản ngục (tập 2, 3, 6)
- Jacques Robiolles: tu sĩ dòng Tên (tập 4)
- A.M. Julien: thẩm phán điều tra (tập 6)
- Gilbert Beugniot: thư ký toà án (tập 6)
- Pierre Duncan: đao phủ (tập 3)
- Paul Leroyer: thừa phát lại (tập 1)
- Guy Vassal: người đàn ông trẻ (tập 6)

## Các tập phim
1. Les Métayers des Nanzac
2. La Nuit de la Chandeleur
3. La Tuilière
4. Le Curé Bonnal
5. La Révolte de Fanlac
6. 1830